# Таједо (Порденоне)
Таједо је насеље у Италији у округу Порденоне, региону Фурланија-Јулијска крајина.
Према процени из 2011. у насељу је живело 303 становника. Насеље се налази на надморској висини од 16 м.